# Gaivina-de-dorso-preto

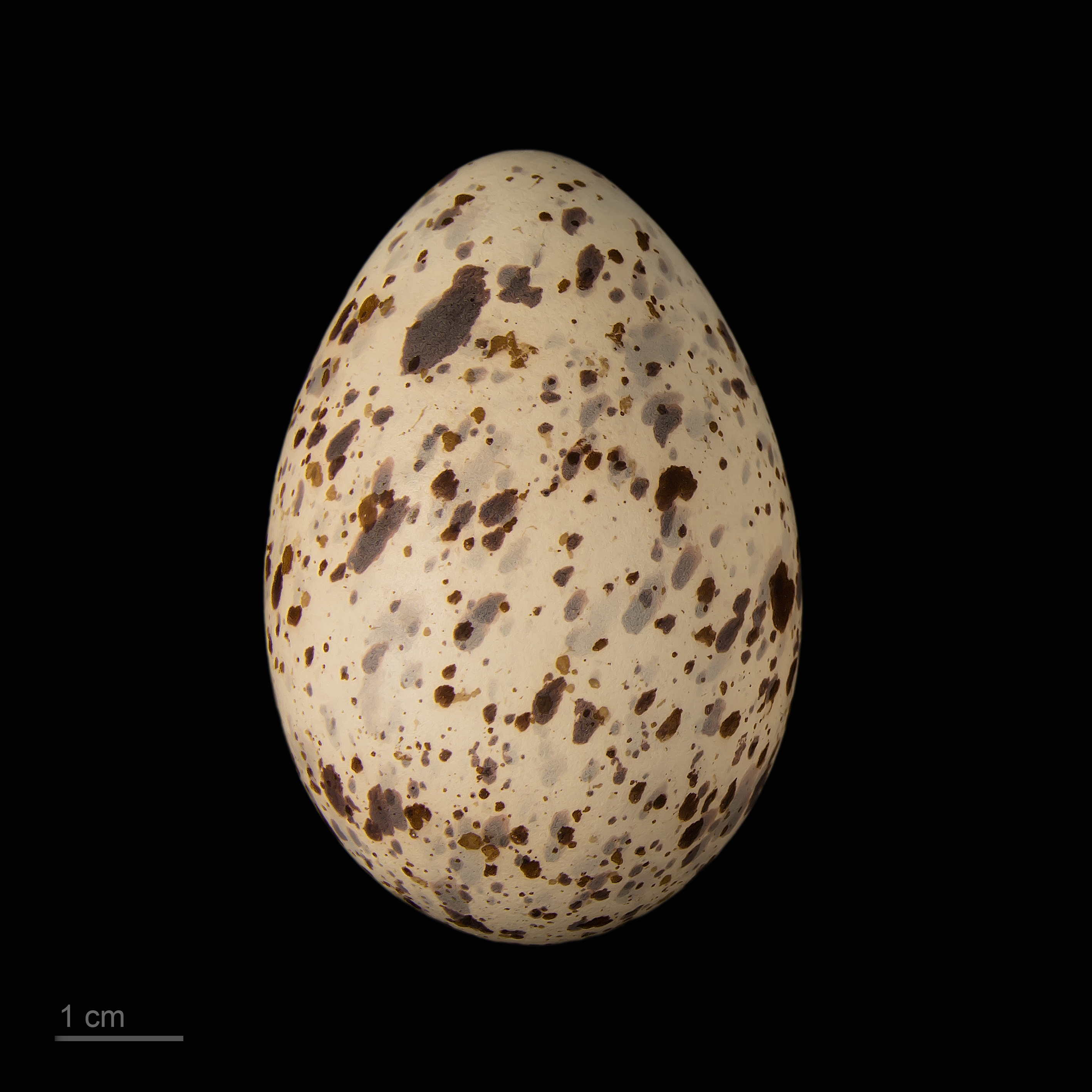
Onychoprion fuscatus - MHNT

Gaivina-de-dorso-escuro, andorinha-do-mar-escura, garajau-escuro ou trinta-réis-das-rocas (nome científico: Onychoprion fuscatus) é uma espécie de ave da família Sternidae. Distingue-se da maioria das outras espécies da sua família pela plumagem bastante escura: asas, dorso e coroa quase pretos, contrastando com as partes inferiores brancas.

## Descrição
Esta andorinha-do-mar distribui-se pelos oceanos Atlântico, Pacífico e Índico mas é muito rara em águas portuguesas. Já foi registada a sua nidificação nos Açores (ilha de Santa Maria e ilha Graciosa) e na Madeira (ilhas Selvagens).

## Subespécies
São reconhecidas sete subespécies:
- Onychoprion fuscatus fuscatus (Linnaeus, 1766) - ocorre no Golfo do México, no Leste do México e nas ilhas do Caribe; e no Atlantico Sul; também ocorre nas Ilhas do Golfo da Guiné;
- Onychoprion fuscatus nubilosus (Sparrman, 1788) - ocorre no Sul do Mar Vermelho e nas Ilhas do Oceano Índico até as Ilhas Ryukyu e nas Filipinas;
- Onychoprion fuscatus serratus (Wagler, 1830) - ocorre na Nova Guiné, Austrália e Nova Caledônia;
- Onychoprion fuscatus kermadeci (Mathews, 1916) - ocorre nas Ilhas Kermadec;
- Onychoprion fuscatus oahuensis (A. Bloxam, 1827) - ocorre das Ilhas Bonin até o Havaí e nas Ilhas do Pacífico Sul;
- Onychoprion fuscatus crissalis (Lawrence, 1872) - ocorre das Ilhas da Costa Oeste do México e da América Central até o Arquipélago de Galápagos.
- Onychoprion fuscatus luctuosus (Philippi & Landbeck, 1866) - ocorre no Arquipélago de Juan Fernández no Chile.